# După Deal (Nagyponor község)
După Deal falu Romániában, Erdélyben, Fehér megyében.

## Fekvése
Nagyponor közelében fekvő település.

## Története
După Deal korábban Nagyponor része volt, 1956 körül vált külön 289 lakossal. 1966-ban 285, 1977-ben 188, 1992-ben 125, a 2002-es népszámláláskor pedig 107 román lakosa volt.